# 슈타우펜베르크 (헤센주)

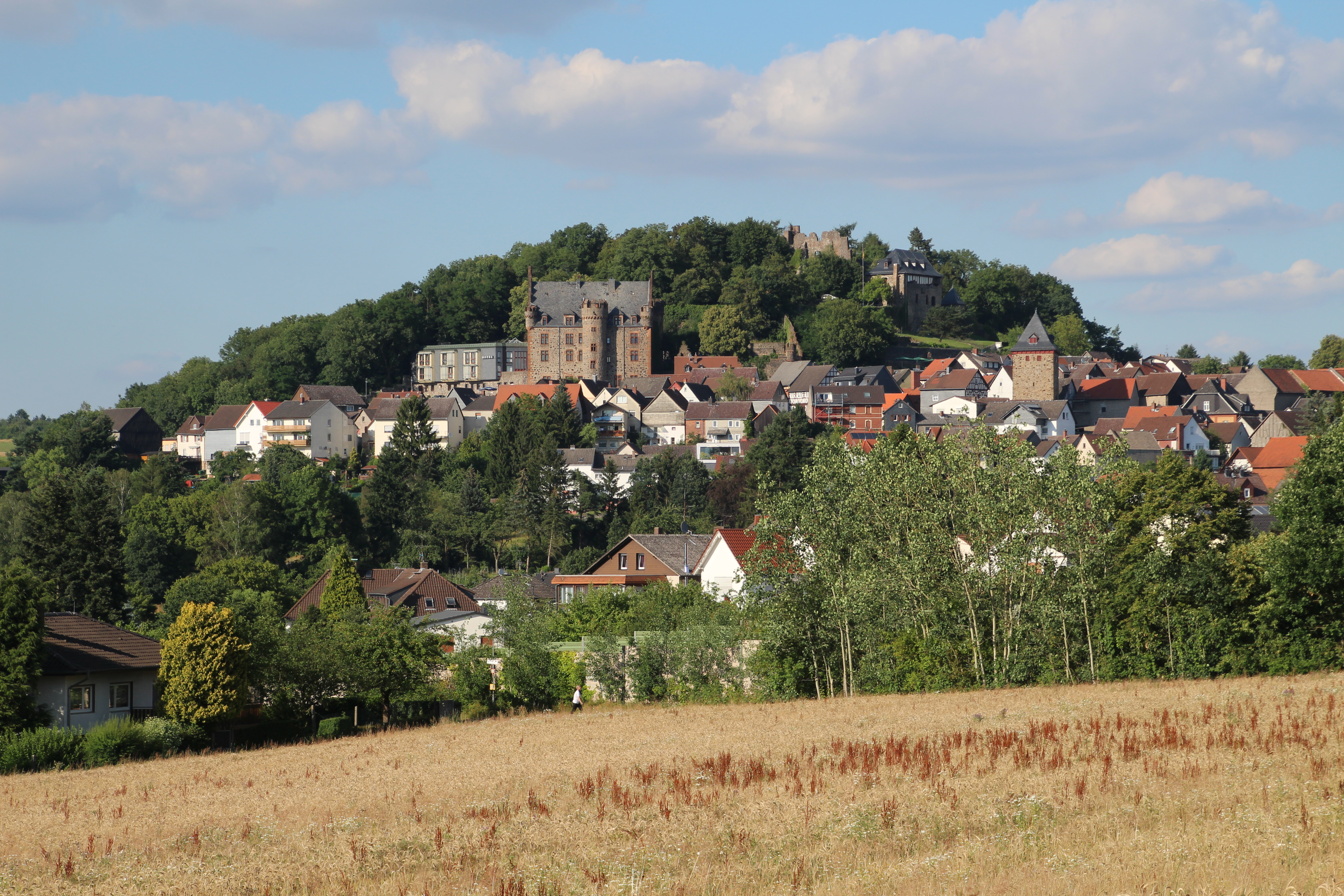
슈타우펜베르크의 전경

슈타우펜베르크(독일어: Staufenberg)는 독일 헤센주에 있는 도시이다. 